# Distrito de Conchucos
Conchucos es un distrito  que se ubica en la zona más nororiental de la provincia de Pallasca, en la sierra de la región Áncash, Perú. Limita por el norte con el distrito de Pampas; por el este con la provincia de Pataz ubicada en el departamento de La Libertad; por el oeste con los distritos de Lacabamba y Huandoval y, por el sur con la provincia de Sihuas.
Según el INEI, Conchucos tienen una población proyectada para el 2023 de 7633. Ver más AQUÍ

## Historia
Durante el gobierno del presidente José Pardo y Barreda, Conchucos fue declarado como distrito por Ley N.º 2971 del 16 de diciembre de 1918, pero su origen es prehispánico tal como lo atestiguan las ruinas arqueológicas. La antigua etnia de los Conchucos fue masacrada en la conquista por Francisco de Chaves. Su territorio sirvió de base para erigir las encomiendas de Conchucos de Mori y Conchucos de Pardavé.
Felipe Guamán Poma de Ayala —en sus propias grafías —se refiere a este pueblo como villa y describe su minas de plata. Su suelo fue hollado por los hermanos extremeños Francisco, Hernando y Gonzalo Pizarro en varios de su viajes, en esa etapa de turbulencia invasora, y en pos de oro y de El Dorado. Lo mismo en un viaje de estudio Pedro Cieza de León, quien habla sucesivamente en contexto tempo-geográfico de Huamachuco, de Conchuco, de Piscopampa, de Huaras y Pinco, como provincias separadas y antes de los inkas, autónomas.

### Toponimia
El nombre castellanizado y pluralizado viene de la voces culli Con = agua; chuqu= país, tierra. El culle fue una lengua vernácula que se habló hasta la segunda década del siglo XX en Tauca. Fue lengua de los antiguos wamachucos y conchucos; hay trabajos de Willem Adelaar y de Silva Santisteban.

## Geografía
Se encuentra en el noreste de la Provincia de Pallasca. Al este de la cordillera Pelagatos, en la vertiente oriental de la región de Áncash

### Recursos hídricos
Los recursos hídricos que cuenta el distrito son abundantes: 40 lagunas, las que distribuyen sus aguas tanto para la cuenca del Atlántico como para el Pacífico. Al primero, a través de los ríos Llamacocha y Tauli; los que se unen para formar el Río Conchucos. Este vierte sus aguas en el río Tablachaca o Chuqicara, afluente del río Santa. Los ríos Mayas y Casanga, luego de un largo recorrido, terminan aportando sus aguas al Río Marañón, uno de los grandes afluentes del Amazonas.

### Vías de comunicación
El distrito se comunica con la costa a través de una carretera que une a Conchucos con la ciudad de Chimbote, la misma que desde el año 2006 se encuentra asfaltada en casi 70 km hasta el río Quiroz; de allí hasta el Distrito es una carretera afirmada. La comunicación con la ciudad de Lima se hace a través de ómnibus que viajan 3 veces por semana. Cuentan con sedes en Fiori (Lima) y Chimbote. Hay tres empresas de transportes que conectan las citadas ciudades con Conchucos. Los habitantes del distrito cuentan, en la actualidad, con servicio de telefonía por celular, teléfonos rurales e internet, utilizadas tanto en comunicación y educación. Los centros poblados del interior del distrito —Mayas, Quirobamba, San José— ya disponen de una trocha de transporte carrozable. Ello ha facilitado el intercambio de productos y el turismo. Asimismo, hay acceso a teléfono rural por vía satelital.

## Población
La población proyectada  para el 2023  según el INEI es de 7633 habitantes. Los mismos que están distribuidos tanto en la capital del distrito, poblado que lleva el mismo nombre, como en sus dos caseríos, Tauli y Santa Rosa de Huashla, y los centros poblados ubicados en las riberas del Río Marañon: Mayas, Quirobamba, San José, Santa Ana, Huataullo, Chalán y Llamara.

## Presencia estatal

### Municipales
- Periodo 2019-2022
  - Alcalde: Teófilo Lorenzo Miranda Blas, del partido Democracia Directa (DD).
  - Regidores: Emerson Vidal Velásquez, Gilmer Flores Herrera.
- Periodo 2015-2018
  - Alcalde (reelecto): Alberto Álex Lara Vivar, del partido Perú Posible (PP).
  - Regidores: Francisco Ninaquispe Robles (PP), Alfonso Domingo Gil Acosta (PP), Dionicia Aguilar Mata de Araujo (PP), Antonio Valderrama Villanueva (PP).

- Periodo 2011-2014[4]
  - Alcalde: Alberto Álex Lara Vivar, del partido Perú Posible (PP).
  - Regidores: Francisco Lázaro Olivo Bermúdez (PP), Alfonso Domingo Gil Acosta (PP), Dionicia Aguilar Mata de Araujo (PP), Emilio Cueva Alcántara (PP), Emiliano Lizandro Quiñones Matta (Movimiento regional independiente Cuenta Conmigo).
- 2007-2010

## Educación
El distrito cuenta con colegios primarios y secundarios en casi todos los centros poblados mayores y menores, así como en la capital del distrito. Se cuenta también con un Instituto Tecnológico, cuya sede está en la capital del distrito, la Villa de Conchucos, y cuenta con dos carreras técnicas: minas y agropecuaria. La población estudiantil supera los 2000 estudiantes, entre inicial, primaria, secundaria y superior.

## Danzas Tradicionales
Son parte de las estampas folclóricas:
- La Pallas, comparsas de mujeres ataviadas con vistosos vestidos y cubiertas en la espalda con monedas de plata. Sus cánticos son agudos, y en sus letras agradecen los "milagros" supuestamente otorgados por el santo Patrón del distrito, el Señor de Ánimas, cuya fiesta se celebra en septiembre de cada año.
- Montezuma, que se viene rescatando en los últimos tiempos, es una obra de teatro popular (escenifica la conquista del imperio Azteca por Hernán Cortés) al aire libre, en el cual participan los campesinos caracterizando a los españoles y a los mexicanos. También hay unos personajes como los esclavos negros (patilones) del lado de los españoles y los brujos de parte de los mexicanos. El vestuario que llevan los artistas es vistoso por su colorido. Hay un personaje entrañable dentro de esta comparsa llamada La Marina, personificado por la más linda muchacha del pueblo, sus cánticos son lastimeros, pero su voz es como el trinar de un ave.
- Los Indios también es una obra del teatro tradicional andino, ambientado en el pueblo milenario de Conchucos, que representa una historia de amor de una pareja de jóvenes pertenecientes a dos grupos étnicos rivales, los hijos del sol y los selváticos. "Sin embargo más supone una historia sucedida en América del Norte (se habla de pieles rojas) hasta se representa un caballo como algo que impide esta historia, lo que hace suponer que sucedió cuando los españoles llegaron a esta tierra" (x Víctor Casana).[cita requerida]

## Convenio
Por un acuerdo suscrito entre Óscar Valdés (gobierno) y las comunidades rurales de Conchucos y Pampas, cada ciudadano de ellas se beneficiará con 27 mil nuevos soles, al permitir la concreción de un proyecto minero en la zona de los aludidos distritos; sin embargo solo se dio este monto para los registrados como comuneros activos, pertenecientes a la "Comunidad Campesina de Conchucos".

## Medios de comunicación
- BGN Noticias - Bolognesi Noticias, El primer Portal informativo de Pallasca.
- Pallasca Noticias , Las noticias de Pallasca para el mundo.

- Datos: Q2698724
- Multimedia: Conchucos District / Q2698724